# اغراض السیاسه فی اعراض الریاسه
اغراض السیاسه فی اعراض الریاسه اثری از محمد بن علی کاتب سمرقندی می‌باشد که در قرن ششم ه‍.ق تألیف شده‌است. این کتاب شامل زیست‌نامهٔ حکمرانان مختلف تا سلطان سنجر و خود او، می‌باشد و اکثر آن دارای قالب حکایت و داستانی است و از حیث گزارش وقایع عصر قلیج طمغاج خان، دارای اهمیت بسیاری است.